# Berthold Warnecke
Berthold Warnecke (* 15. Februar 1971 in Münster) ist ein deutscher Musikwissenschaftler, Dramaturg und Operndirektor in Würzburg.

## Werdegang
Warnecke studierte Musikwissenschaft, Germanistik und Romanistik an der Westfälischen Wilhelms-Universität in Münster sowie der Scuola di Paleografia e Filologia Musicale in Cremona. 1999 wurde er promoviert. Schon 1998 wurde er als Persönlicher Referent des Generalmusikdirektors Will Humburg und als Musikdramaturg am Theater Münster beziehungsweise beim Sinfonieorchester Münster engagiert (bis 2007).
Von 2005 bis 2007 war er Lehrbeauftragter am Musikwissenschaftlichen Seminar der WWU-Münster. Seit 2013 hat er einen Lehrauftrag im Kommunikationswissenschaftlichen Seminar der Universität Erfurt inne, wo er seit 2007 als Musikdramaturg dem Ensemble des Theaters Erfurt angehörte.
Warnecke arbeitete u. a. mit den Regisseuren Marc Adam, Matthew Ferraro, Lorenzo Fioroni, Rosamund Gilmore, Jean-Louis Grinda, Michael Hampe, Dietrich Hilsdorf, Dominique Horwitz Stephen Lawless, Guy Montavon, Gabriele Rech und Pamela Recinella, Werner Schneyder, Katharina Thalbach und Katharina Wagner zusammen. 
Seit der Spielzeit 2016/2017 wirkt Warnecke als Operndirektor am Mainfranken Theater Würzburg.